# Jacques Tati

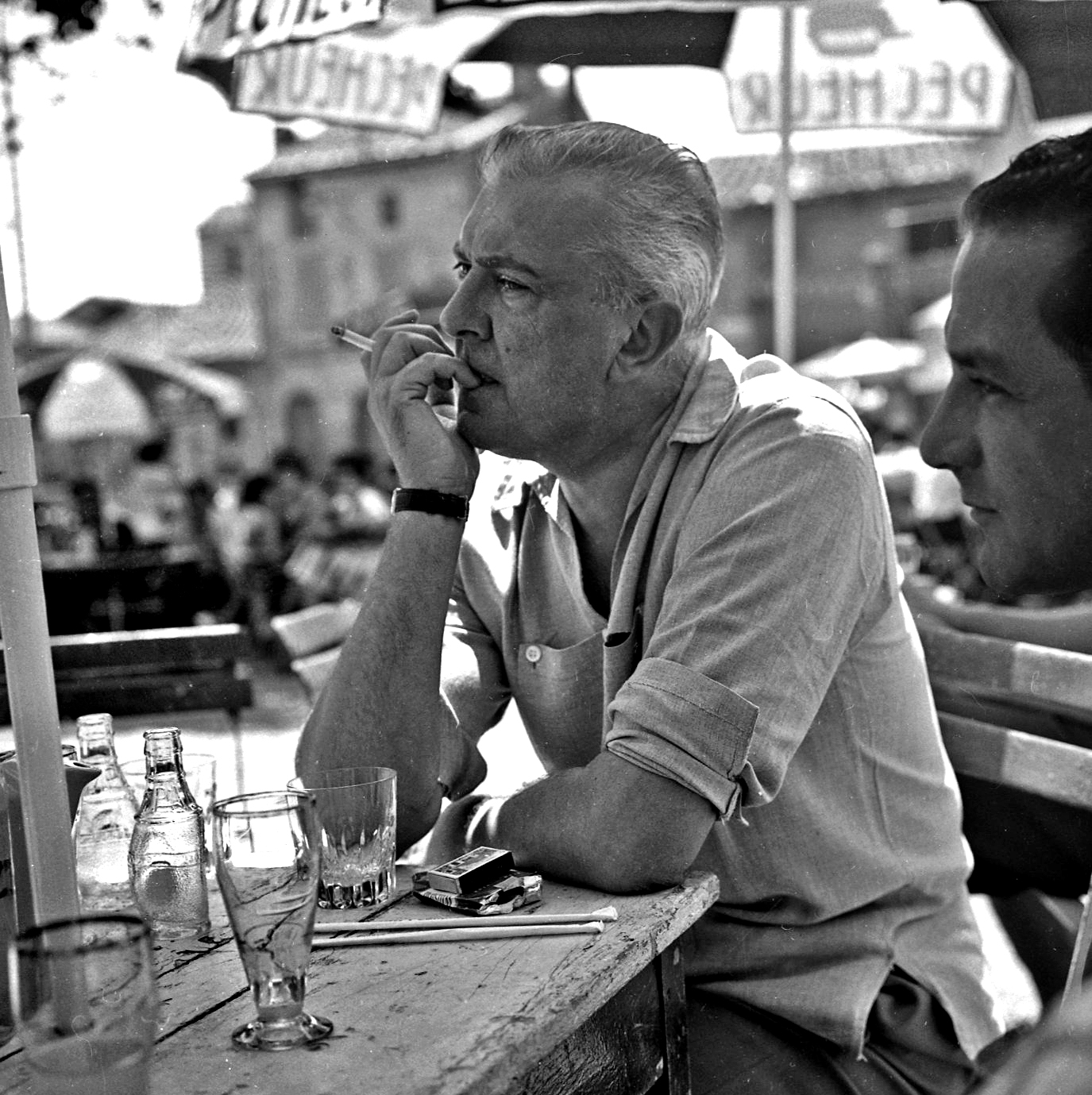
Jacques Tati nel 1961

Jacques Tati, nome d'arte adottato a partire dal 1945 da Jacques Tatischeff (Le Pecq, 9 ottobre 1907 – Parigi, 4 novembre 1982), è stato un regista, attore, mimo e sceneggiatore francese.

## Biografia

### La famiglia
Le origini di Jacques Tati erano franco-russo-italo-olandesi.
Suo padre, Georges-Emmanuel Tatischeff (Parigi, 1875-1957), era il figlio naturale del conte Dmitrij Tatiščev (Дмитрий Татищев), generale dell'esercito russo, diplomatico militare all'ambasciata di Russia a Parigi, che morì poco dopo la nascita del figlio, e di una francese, Rose Anathalie Alinquant.
Il bambino ebbe un'infanzia agitata: venne allevato in Russia e sua madre non poté riportarlo in Francia che nel 1883, quando si trasferì in una località abbastanza defilata: Le Pecq, vicino a Saint-Germain-en-Laye.
Nel 1903 Georges-Emmanuel sposò Claire van Hoof (morta nel 1968), lei stessa di origine italo-olandese, da cui ebbe due figli, Nathalie (nata nel 1905) e Jacques.
Il padre di Claire era proprietario di un rinomato atelier che produceva cornici e fece entrare Georges-Emmanuel nella propria impresa. François Hubert Thédore van Hoof, il padre olandese di Claire, era noto in famiglia per aver rifiutato tre tele che Van Gogh gli aveva proposto in pagamento delle sue cornici. 
La famiglia Tatischeff disponeva, dunque, di un livello di vita molto agiato.
In seguito Georges-Emmanuel diventò direttore della ditta Van Hoof.

### Infanzia e giovinezza
Pare che Jacques Tatischeff fosse uno studente mediocre.
Al contrario gli piacevano gli sport: praticò il tennis, la boxe, il calcio e più ancora l'equitazione. Abbandonò gli studi a 16 anni e, nel 1923, entrò come apprendista nell'impresa familiare, dove fu formato dal nonno Van Hoof.
Negli anni 1927 e 1928 prestò il proprio servizio militare a Saint-Germain-en-Laye, in cavalleria (nel 16º Reggimento Dragoni, la storica unità a cavallo dell'esercito francese istituita nel 1718).
Al termine del servizio si recò per uno stage a Londra e, nel corso della sua permanenza, si interessò al rugby.
Al suo ritorno scoprì il suo talento comico tra le file del Racing Club de France, il cui capitano era Alfred Sauvy e uno dei sostenitori Tristan Bernard.
Abbandonò il mestiere di corniciaio nel 1931 o nel 1932, nel momento in cui la crisi economica mondiale attanagliava anche la Francia e, soprattutto, il mondo dello spettacolo.
Conobbe quindi un periodo molto difficile, durante il quale, malgrado tutto, elaborò il numero che diventerà Impressions sportives.
Partecipò allo spettacolo dilettantesco organizzato da Alfred Sauvy ogni anno dal 1931 al 1934.

### Gli inizi nel mondo dello spettacolo
È probabile che Tati abbia avuto degli ingaggi remunerati nei music-hall, ma non sono documentati che a partire dal 1935, anno in cui recitò per il gala de Le Journal, quotidiano francese pubblicato dal 1892 al 1944, che festeggiava il record della traversata dell'Atlantico dalla Normandia. Tra gli spettatori c'era Colette, che in seguito fece commenti di grande elogio al numero di Tati. Venne ingaggiato nella rivista del Théâtre-Michel, e, in seguito, nel 1936, dopo un soggiorno a Londra, anche dall'A.B.C., celebre music-hall parigino, nella rivista diretta da Marie Dubas. Da quel momento lavorò senza interruzioni fino alla guerra.
Durante gli anni trenta iniziò a recitare anche come attore di cinema:
- 1932: Oscar, champion de tennis di Jack Forrester (film andato perduto, molto mal documentato);
- 1934: On demande une brute di Charles Barrois, con Jacques Tati (Roger), Enrico Sprocani, detto le clown Rhum (Enrico);
- 1936: Gai dimanche;
- 1936: Soigne ton gauche di René Clément, con Jacques Tati (Roger), Max Martel (le facteur).

### La seconda guerra mondiale

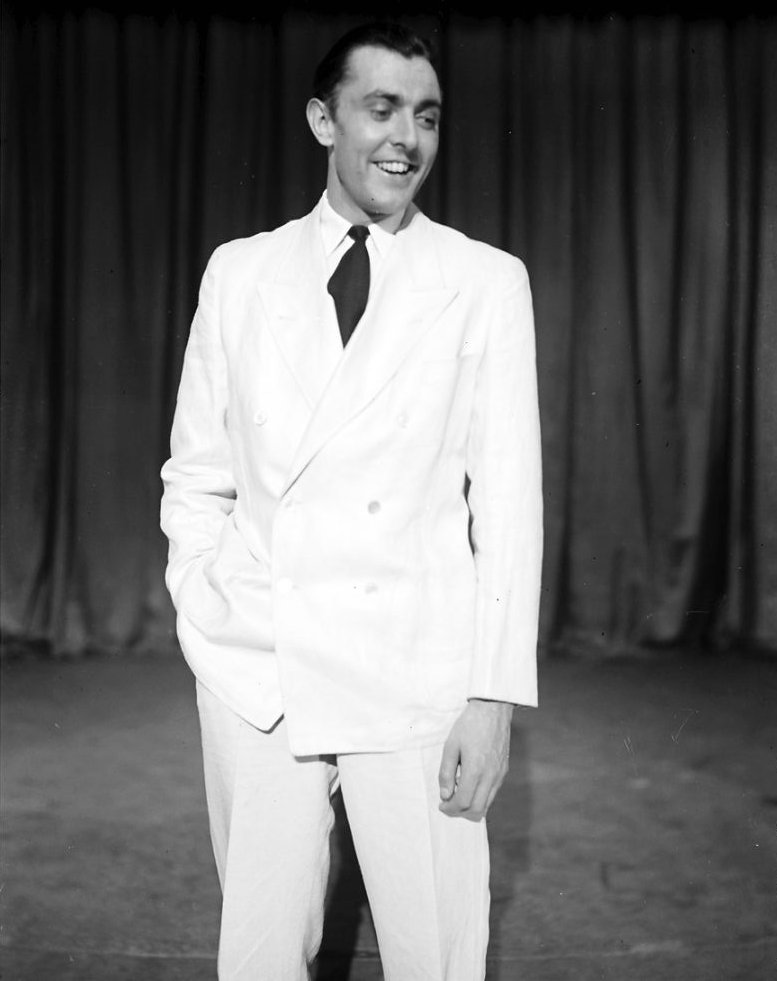
Il giovane Tati, comico da cabaret, nel 1938

Nel settembre del 1939 venne mobilitato presso il 16º reggimento Dragoni e venne poi trasferito in un'altra unità, con cui partecipò, nel maggio 1940, alla battaglia della Mosa. Nel corso del crollo, la sua unità ripiegò in Dordogna, dove venne congedato.
Tra il 1940 e il 1942 Tati presentò le sue Impressions sportives al Lido di Parigi, dove incontrò la danzatrice Herta Schiel, che era fuggita dall'Austria con la sorella Molly al momento dell'Anschluss. Nell'estate del 1942 Herta partorì una bimba, Helga Marie-Jeanne Schiel. Influenzato dalla sorella Nathalie, Tati rifiutò di riconoscere la bambina e abbandonò la madre. All'inizio del 2009 Helga Marie-Jeanne Schiel abitava in Inghilterra con la propria famiglia. Nel 1942 Tati si esibì anche alla Scala di Berlino. Dopo di che lasciò Parigi e trascorse qualche mese del 1943 a Sainte-Sévère con un amico, lo sceneggiatore Henri Marquet, scrivendo la sceneggiatura de L'École des facteurs.
Si sposò il 25 marzo 1944 con Micheline Winter. Ricominciò a lavorare come attore di cinema alla fine della guerra. Selezionato come eventuale sostituto di Jean-Louis Barrault per Amanti perduti (1945), recitò nel ruolo del fantasma in Solo una notte (1945) di Claude Autant-Lara e comparve anche in Il diavolo in corpo (1947) dello stesso regista. In quel periodo conobbe Fred Orain, direttore degli studi cinematografici di Saint-Maurice e di quelli della Victorine a Nizza.

### Il debutto come regista
All'inizio del 1946 Orain e Tati fondarono una casa di produzione, la Cady-Films, che fu all'origine dei primi tre film di Tati.
Nel 1946, anno di nascita di Sophie-Catherine Tatischeff, Tati realizzò un cortometraggio, intitolato L'École des facteurs. Il regista prescelto era René Clément, che era però occupato nella realizzazione di Operazione Apfelkern (La bataille du rail), ed il compito venne affidato a Jacques Tati.

#### Giorno di festa
Il suo primo lungometraggio, Giorno di festa, in cui recitò anche la moglie, fu girato nel 1947 e terminato nel 1948, ma in Francia non uscì che il 4 luglio 1949, a causa della renitenza dei distributori francesi. Debuttò con successo a Londra nel marzo del 1949, dopo di che, finalmente, conobbe un grande successo di pubblico in Francia. Anche se le critiche furono generalmente poco entusiasmanti, la pellicola ottenne il Grand prix du cinéma français nel 1950.
Il film venne singolarmente girato sia in bianco e nero che a colori, anche se la seconda versione, per la difficoltà di ottenere stampe a causa del sistema usato, il Thomson color, non venne utilizzata e fu recuperata solo con il restauro operato a cura della figlia Sophie nel 1995.
Il 1949 è anche l'anno in cui nacque Pierre-François Tatischeff, alias Pierre Tati.

#### Le vacanze del signor Hulot

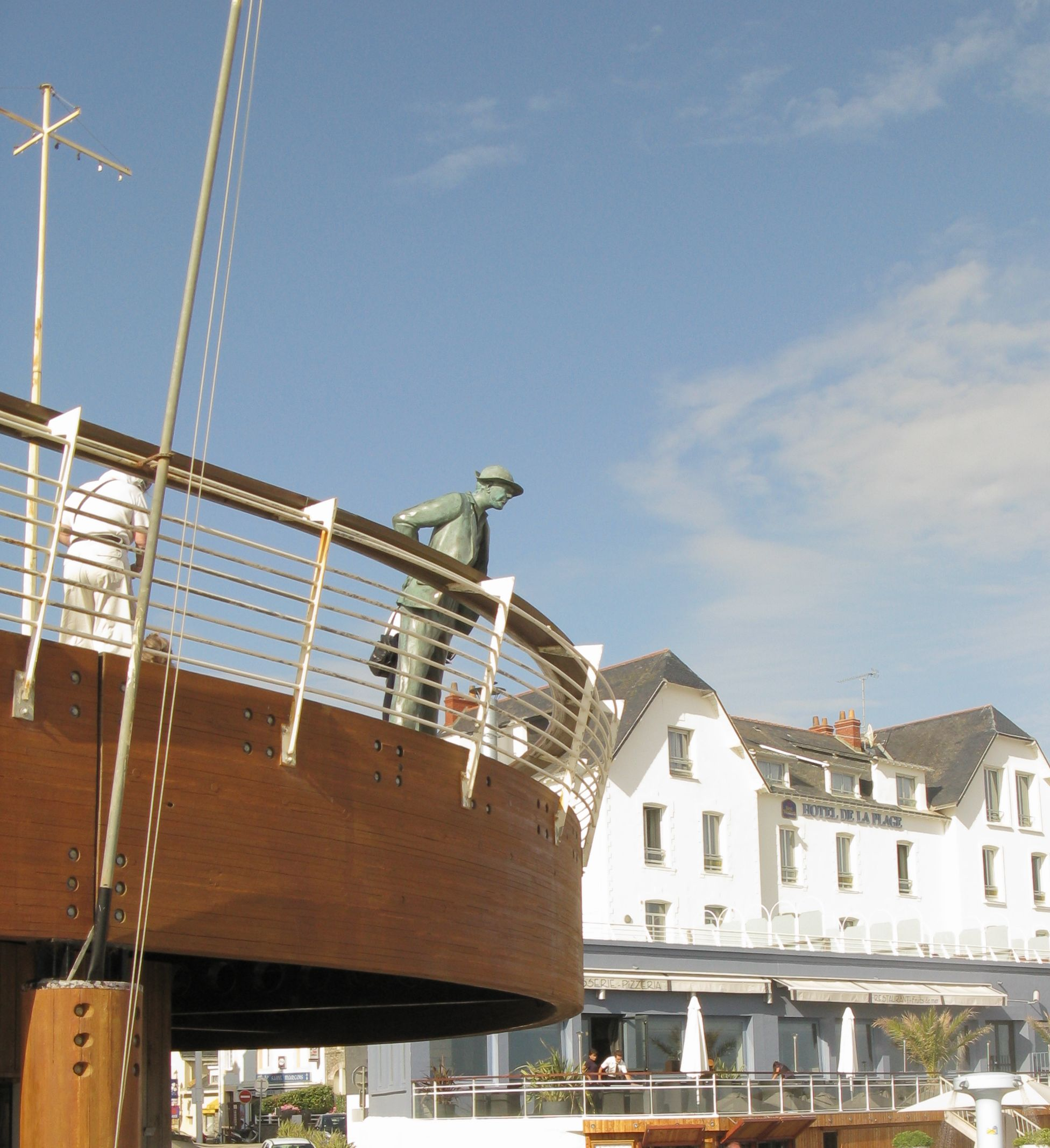
Statua di Monsieur Hulot a Saint-Marc-sur-Mer

All'epoca delle riprese de Le vacanze del signor Hulot a Saint-Marc-sur-Mer (Loira Atlantica), Jacques Lagrange, allora scenografo, divenne collaboratore di Tati, rimanendolo poi fino alla fine della vita di quest'ultimo.
Le vacanze del signor Hulot, primo film nel quale appare il personaggio di Monsieur Hulot, venne presentato nel 1953; questo nuovo personaggio venne molto ben accolto dalla critica e anche dal pubblico del mondo intero e il film ricevette numerosi riconoscimenti, tra cui il Prix Louis-Delluc.
Vari problemi ritardarono l'uscita del film seguente, a cui Tati pensava dal 1954. Nel 1955 subì un incidente d'auto molto grave, come  conseguenza del quale conservò un'infermità della mano sinistra e un certo indebolimento fisico. Il successo de Le vacanze del signor Hulot generò guadagni consistenti, ma Jacques Tati si ritenne danneggiato da Fred Orain; la lite provocò la rottura della loro collaborazione e la creazione da parte di Tati di una propria casa di produzione, la Specta Films, nel 1956. Nello stesso anno iniziò una collaborazione con Pierre Étaix. Nel 1975 Tati aggiunse a Le vacanze del signor Hulot una nuova sequenza di quattro minuti di durata.

#### Mon Oncle

La scenografia di Villa Arpel presente nel film Mio zio

Tati nel 1959

Mio zio uscì nel 1958 anche in una versione inglese, My Uncle, leggermente diversa per la durata e la sceneggiatura. Si tratta del primo film a colori di Tati e la trama ruota attorno alle vicende comiche del signor Hulot, questa volta alle prese con un nuovo lavoro, con l'ossessione francese per la modernità e per il consumismo statunitense e con il nipotino di nove anni Gérard. Il film ricevette riconoscimenti importanti sia in Francia che all'estero, tra cui l'Oscar al miglior film straniero a Hollywood, oltre a un grosso successo di botteghino, grazie al quale la famiglia Tati si trasferì a Saint-Germain-en-Laye.
In qualità di direttore artistico ospite all'AFI FEST 2010, David Lynch selezionò Mio zio di Tati. insieme a L'ora del lupo (1968) di Ingmar Bergman, Lolita (1962) di Stanley Kubrick, La finestra sul cortile (1954) di Alfred Hitchcock e Viale del tramonto di Billy Wilder per essere proiettati durante la sua rassegna, spiegando di "aver scelto questi film in particolare perché sono quelli che più lo avevano ispirato, ritenendoli tutti dei capolavori".
Circa Tati, Lynch avrebbe inoltre aggiunto, durante una conversazione con Jonathan Rosenbaum: «Lo sai, lo sento come un'anima affine... Quel tizio è così creativo, è semplicemente incredibile. Penso che sia uno dei più grandi di sempre».

### Playtimee il fallimento della Specta Films
Dal 1964 al 1967, benché molto occupato dal progetto di Tempo di divertimento (Playtime), Tati co-realizzò anche il cortometraggio Cours du soir, in cui ricoprì il ruolo del professore che mostra le varie costruzioni delle gag, basate sull'osservazione dei comportamenti altrui, ad una classe di adulti.
Nel 1967, gravi problemi causati dalla realizzazione di Playtime lo obbligarono a ipotecare la sua casa di Saint-Germain-en-Laye; i suoi film precedenti vennero messi sotto sequestro. Tempo di divertimento uscì alla fine del 1967 e venne molto ben accolto in Gran Bretagna, Svezia e Sud America; in Francia fu un mezzo fiasco e, contrariamente a quello che Tati sperava, non uscì negli Stati Uniti.
Playtime richiese degli investimenti enormi (la costruzione della scenografia di Tativille) e si rivelò più costoso del previsto.
Alla fine Tati si ritrovò, nel 1968, in una situazione finanziaria catastrofica. La casa di Saint-Germain venne venduta dopo la morte di Claire Van Hoof. Tati si trasferì a Parigi insieme a sua moglie Micheline, mentre la Specta Films venne sottoposta ad amministrazione giudiziale, la cui conclusione fu, nel 1974, la liquidazione della società con la vendita all'asta di tutti i diritti dei film per poco più di 120.000 franchi.

### Gli anni settanta
Jacques Tati fondò nel 1969 una nuova società di produzione, la CEPEC, ma dovette ridurre le proprie ambizioni: Monsieur Hulot nel caos del traffico, benché proiettato nelle sale nel 1971, fu concepito inizialmente come film per la televisione. Il regista poté montare il suo ultimo lungometraggio, Il circo di Tati, solo con l'aiuto della televisione svedese nel 1973.
Nel 1977 ricevette un Premio César onorario per la sua opera complessiva.
Indebolito da gravi problemi di salute, Jacques Tati morì il 4 novembre 1982 di embolia polmonare, lasciando un'ultima sceneggiatura, intitolata Confusion, che aveva terminato con Jacques Lagrange e più volte rivista.
Su Paris Match Philippe Labro scrisse un articolo sulla morte di Jacques Tati intitolandolo « Addio Monsieur Hulot. Lo piangiamo da morto, ma avremmo dovuto aiutarlo da vivo! »

### L'opera di Jacques Tati dopo la morte
Nel 2001 la figlia Sophie Tatischeff, un cugino alla lontana di Tati, Jérôme Deschamps, e Macha Makeïeff fondarono la società Les films de Mon Oncle per riacquistare i diritti del catalogo Tati e restaurare le copie dei film del regista.

#### Confusion
Prima della sua morte nel 1982, Tati aveva pianificato di girare un altro film. Confusion, una collaborazione con il duo pop degli Sparks, avrebbe dovuto raccontare la storia di una città futuristica (Parigi) dove tutte le attività ruotano intorno alla televisione, ai mezzi di comunicazione, alla pubblicità e alla fascinazione della società moderna per l'apparenza in quanto tale.
Nella sceneggiatura originale un ormai anziano Mr. Hulot viene scelto per essere accidentalmente ucciso in diretta tv. Ron Mael e Russell Mael avrebbero dovuto interpretare due americani funzionari di uno studio televisivo ingaggiati da una tv locale francese per aumentare l'audience grazie alla loro esperienza nel settore. Sebbene il copione esista ancora, le riprese di Confusion non ebbero mai luogo. Quello che avrebbe dovuto essere il tema portante della colonna sonora del film, la canzone Confusion, apparve comunque nell'album degli Sparks Big Beat del 1976.

#### Film Tati No. 4,L'illusionista
Catalogata negli archivi del CNC (Centre National de la Cinématographie) sotto l'anonima dicitura di "Film Tati Nº 4", giacque parecchi decenni una sceneggiatura originale inedita di Tati, scritta verso la fine degli anni cinquanta, per un soggetto che avrebbe dovuto seguire cronologicamente l'acclamato Mon Oncle. La storia narra le vicende di un malinconico prestigiatore di poco talento — nominato con il solo appellativo di "illusionista" — che, durante un decadente tour in vari localetti d'Europa, prende sotto la sua protezione una ragazzina povera.
Il soggetto semi-autobiografico che Tati scrisse a partire dal 1956 fu successivamente ripreso dal regista d'animazione francese Sylvain Chomet, che ne fece un adattamento cinematografico a cartoni animati dal titolo L'illusionista (L'Illusionniste) nel 2010 Il protagonista è una versione animata caricaturata di Tati stesso.

## Filmografia

### Regista
- Allegra domenica (Gai dimanche), diretto con Jacques Berr – cortometraggio (1935)
- Retour à la terre – cortometraggio andato perso (1938)
- L'école des facteurs – cortometraggio (1946)
- Giorno di festa (Jour de fête) (1949)
- Le vacanze del signor Hulot (Les vacances de Monsieur Hulot) (1953)
- Mio zio (Mon Oncle) (1958)
- Play Time - Tempo di divertimento (Playtime) (1967)
- Monsieur Hulot nel caos del traffico (Trafic) (1971)
- Il circo di Tati (Parade) – film TV  (1974)
- Forza Bastia (Forza Bastia ou l'Île en fête), diretto con Sophie Tatischeff – cortometraggio (1978)

### Attore
- Oscar, campione di tennis (Oscar, champion de tennis), regia di Jack Forrester – cortometraggio (1932)
- Bruto cercasi (On demande une brute), regia di Charles Barrois (1934)
- Allegra domenica (Gai dimanche), regia di Jacques Berr e Jacques Tati – cortometraggio (1935)
- Cura il tuo sinistro (Soigne ton gauche), regia di René Clément – cortometraggio (1936)
- Retour à la terre, regia di Jacques Tati – cortometraggio andato perso (1938)
- Solo una notte (Sylvie et le fantôme), regia di Claude Autant-Lara (1946)
- Il diavolo in corpo (Le diable au corps), regia di Claude Autant-Lara (1946) - non accreditato
- L'école des facteurs, regia di Jacques Tati – cortometraggio (1946)
- Giorno di festa (Jour de fête), regia di Jacques Tati (1949)
- Le vacanze del signor Hulot (Les vacances de Monsieur Hulot), regia di Jacques Tati (1953)
- Mio zio (Mon Oncle), regia di Jacques Tati (1958)
- Cours du soir, regia di Nicolas Ribowski – cortometraggio (1967)
- Tempo di divertimento (Playtime), regia di Jacques Tati (1967)
- Monsieur Hulot nel caos del traffico (Trafic), regia di Jacques Tati (1971)
- Obraz uz obraz – serie TV, episodio 1x05 (1972)
- Il circo di Tati (Parade), regia di Jacques Tati – film TV (1974)
- Forza Bastia (Forza Bastia ou l'Île en fête), diretto con Sophie Tatischeff – cortometraggio (1978)

## Doppiatori italiani
- Carlo Romano in Giorno di festa, Le vacanze del signor Hulot, Mio zio, Play Time - Tempo di divertimento, Monsieur Hulot nel caos del traffico

## Omaggi
Omaggi permanenti
- Saint-Marc-sur-Mer: il luogo in cui fu girato il film Le vacanze del signor Hulot, la spiaggia di Saint-Marc, è ormai chiamato La spiaggia di Monsieur Hulot; dal 1999, la spiaggia è sovrastata da una statua che rappresenta Monsieur Hulot, realizzata dallo scultore Emmanuel Debarre.
- Saint-Maur-des-Fossés: uno dei luoghi in cui fu girato Mio zio (la casa di Hulot), scultura di Mélanie Quentin installata nel 2000
- Sainte-Sévère-sur-Indre: il luogo in cui fu girato Giorno di festa, scultura di Jacques Tati nei panni del postino, suo ruolo nel film.

### Documentario
- Pierre Philippe, Jacques Tati, le rire démocratique, France, 2002 (52mn) coproduction: ARTE France, On Line Production, Les Films de Mon Oncle.